# Cryptocala rubra
Cryptocala rubra là một loài bướm đêm trong họ Noctuidae.